# معهد البحوث الإسلامية
معهد البحوث الإسلامية (IRI) كان في السابق قسمًا بحثيًا تابعًا لحكومة باكستان. تأسس عام 1960 نتيجة لمتطلبات دستورية. في عام 1980، أصبح معهدًا بحثيًا لجامعة إسلام آباد الإسلامية العالمية التي تأسست حديثًا آنذاك. وظل المعهد قسمًا من الجامعة عندما حصل على ميثاقه الجديد باسم الجامعة الإسلامية العالمية في عام 1985.
من أجل مساعدة المجتمع الباكستاني والأمة الإسلامية على العيش وفقًا للمبادئ الإسلامية، فإن الأهداف الرئيسية للمعهد هي تطوير أساليب البحث في مختلف مجالات التعلم الإسلامي، وتحديد القضايا الحالية، ودراسة وتفسير التعاليم الإسلامية في ضوء التقدم الفكري والعلمي الحديث.
يشغل الأستاذ محمد ضياء الحق منصب المدير العام الحالي.

## مكتبة الدكتور محمد حميد الله
المكتبة التي سميت على اسم العالم المعروف محمد حميد الله، تقع في حرم مسجد فيصل وتحتوي على أكثر من 200 ألف كتاب في مختلف المواضيع. منذ تشرين الأول 2019 م، أصبحت المكتبة مفتوحة للعضوية والتي أصبحت الآن متاحة لعامة الناس.
وفي المكتبة تم بناء مركز دراسة منتظم عن النبي محمد، والقرآن الكريم، والأديان والأديان المقارنة، والقوانين الإسلامية وغيرها، والشريعة الإسلامية، وتاريخ باكستان، بما في ذلك 180 ألف كتاب ذات جودة عالية جدًا.

## المجلات

### الدراسات الإسلامية
الدراسات الإسلامية هي مجلة بحثية دولية محكمة منذ عام 1962، ينشرها معهد البحوث الإسلامية. 

### فكر ونظر
فكر النظر هي مجلة إلكترونية ربع سنوية تصدر عن المعهد الجمهوري الدولي.

### الدراسات الإسلامية
الدراسات الإسلامية هي مجلة متعددة التخصصات للأبحاث المحكمة والرأي المستنير حول مختلف القضايا الفكرية والأكاديمية في مجالات الدراسات الإسلامية.